# Joseph Bouchette
Pour les articles homonymes, voir Bouchette.
Joseph Bouchette (né le 14 mai 1774 et mort le 8 avril 1841) est un arpenteur, géographe, cartographe et militaire canadien. Arpenteur-général du Bas-Canada, il joue un rôle important dans l'histoire de la topographie de ce qui est aujourd'hui le Québec.

## Biographie
Natif de la ville de Québec, il est le fils aîné de Jean-Baptiste Bouchette, officier lors du siège de Québec de 1775. Il étudie au Petit Séminaire de Québec puis travaille pour l'arpenteur-général Samuel Holland. Il est impliqué dans des travaux d’arpentage depuis 1788, succède à Holland en 1801 et est officiellement arpenteur général du Bas-Canada de 1804 à 1840.
En 1814, alors qu'il est lieutenant-colonel dans l'armée, il lance le projet d'établir des cartes plus précises du Bas-Canada. L'œuvre qui en résultera servira longtemps de référence. En plus de décrire le territoire, cette œuvre se situe au cœur du processus d’appropriation du territoire et de son intégration au circuit économique de l’Empire britannique. Un des rôles-clés de Bouchette est sa contribution au tracé des frontières intérieures et extérieures de la province. Extérieures en regard des jeunes États-Unis contre lesquels l’Empire britannique vient de perdre la Guerre d’indépendance et intérieures par le découpage du territoire en cantons destinés à accueillir les colons.
Bouchette meurt en 1841 et est enterré au Cimetière Notre-Dame-des-Neiges, à Montréal. Une nouvelle carte, mise à jour, Map of the provinces of Canada, paraît en 1846. Ses travaux sont réédités en 1978. Son portrait est signé John Cox Dillman Engleheart.
Son fils, Joseph (Francis) Bouchette (1800-1881), lui succède dans sa fonction d'arpenteur.

## Publications
- Description topographique de la province du Bas Canada, avec des remarques sur le Haut Canada et sur les relations des deux provinces avec les États Unis de l'Amérique. Par Joseph Bouchette, écuyer. Enrichie de plusieurs vues, plans de ports, de batailles &c, 1815, 805 p.[4]
- Tenth report of the Committee of the House of Assembly, on that part of the speech of His Excellency the Governor in Chief, which relates to the settlement of the Crown Lands : comprising a report on His Excellency's message relating to the offer, from Lieut. Col. Joseph Bouchette, surveyor general of the province, to the government, of the plates of his maps of Canada : with the minutes of evidence taken before the Committee, 1824
- Table of trigonometrical solutions of right angle plane triangles : computed on the logarithmic number 2,000000, Montréal, 1827
- The British dominions in North America, or, A topographical and statistical description of the provinces of Lower and Upper Canada, New Brunswick, Nova Scotia, the islands of Newfoundland, Prince Edward, and Cape Breton : including considerations on land granting and emigration ; and a topographical dictionary of Lower Canada ; to which are annexed, statistical tables and tables of distances, 1831 : vol. 1, 1831 ; vol. 2, 1832
- A topographical dictionary of the Province of Lower Canada, 1832
- Map of the provinces of Canada, New York, Sherman & Smith, 1846

## Éponymie

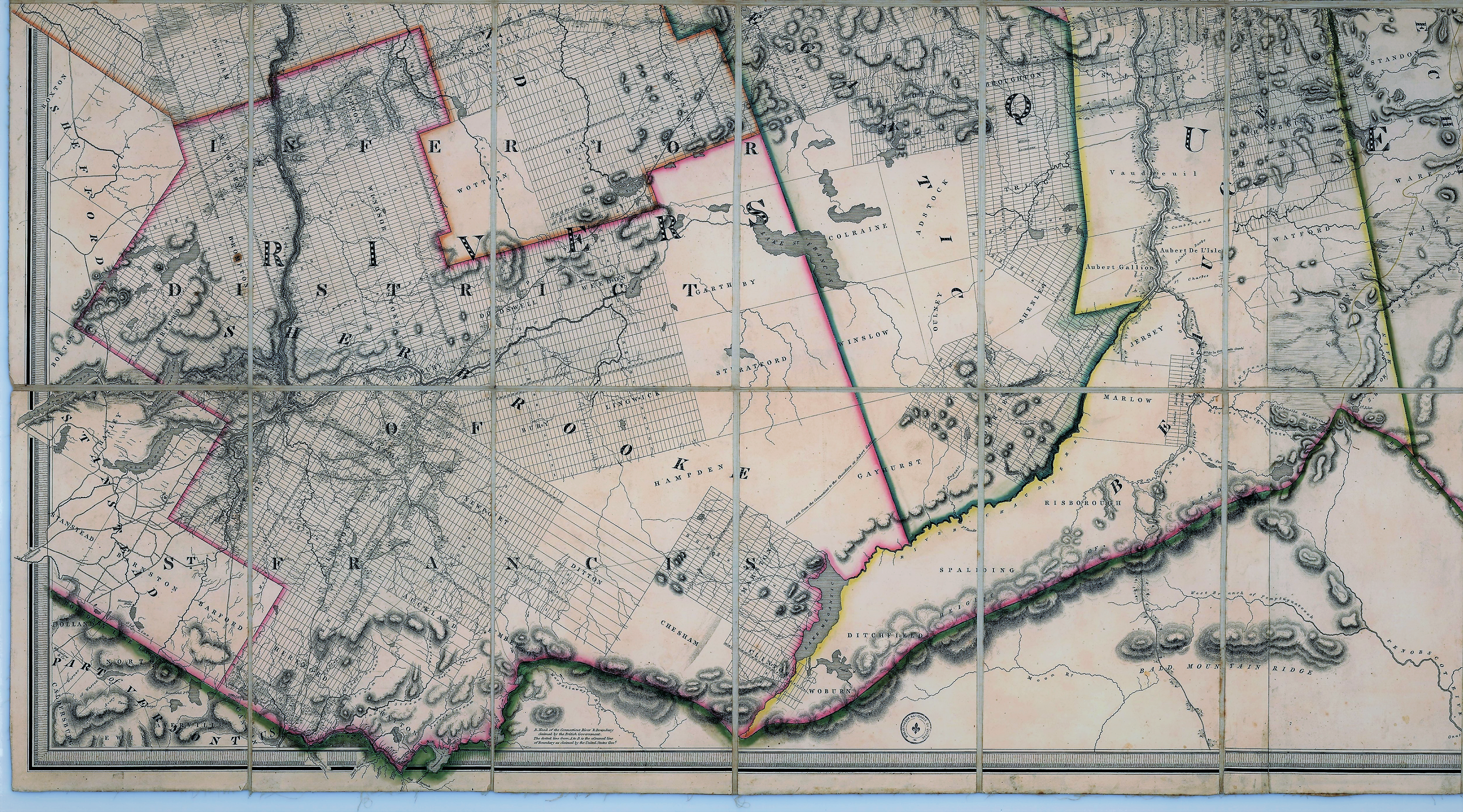
Topographical map of the districts of Quebec, Three Rivers, St.Francis and Gaspe, Lower Canada

- Le nom de Bouchette est rappelé au Québec par le nom d'un canton, d'une municipalité et d'un lac, lieu de pèlerinage, ainsi que par de nombreuses voies de circulation[5].